# 76. Infanterie-Division (Wehrmacht)
La 76. Infanterie-Division fu una divisione dell'esercito tedesco attiva durante la seconda guerra mondiale, che venne creata nel 1939 e fu impiegata durante la campagna di Francia, la Campagna d'Italia e lungo il Fronte Occidentale dove fu distrutta nel 1945.

## Storia
La divisione fu costituita il 26 agosto 1939 vicino Potsdam e all'inizio della guerra venne trasferita nella zona tra Westerwald e Siegburg, ma ad ottobre venne spostata a Bad Kreuznach; la divisione fu nuovamente trasferita nel dicembre dello stesso anno, questa volta nella zona di Treviri. All'inizio della campagna Francia, il 10 maggio 1940, la divisione sfondò le fortificazioni del confine con il Lussemburgo e la Francia, marciando nell'area a sud-est di Sedan, successivamente dovette affrontare pesanti combattimenti sulla riva occidentale della Mosa, per poi marciare oltre Verdun fino a Toul, dove rimase in seguito alla resa francese fino a settembre, quando fu trasferita in Polonia. Il 31 dicembre 1940 un terzo della divisione fu ceduto alla 333. Infanterie-Division e nel marzo 1941 arrivò in Romania; da lì partecipò all'Operazione Barbarossa a partire dal 2 luglio, attraversando il Prut a nord di Stefanesti, per poi marciare verso il Dnestr fino a Mogilev-Podolsk, da dove attraversò il Bug occidentale fino all'area di Kremenchug. La divisione prese quindi parte alla Battaglia della sacca di Kiev, attraversò il Dnepr, avanzando nell'area di Belgorod, Poltava e Charkiv; a partire da ottobre combatté nella zona di Artemovsk, dove rimase fino al luglio 1942 per prendere poi parte all'offensiva sul Don e sul Volga, facendosi strada attraverso Millerovo, da dove raggiunse le alture di Kotluban, dove incontrò la controffensiva russa che la spinse fino a Stalingrado, dove fu distrutta nel febbraio 1943.
Venne ristabilita il 17 febbraio 1943 e venne trasferita a Savona in Italia, dove, dopo la l'armistizio di Cassibile disarmò le unità italiane nella zona. Nel dicembre 1943 fu trasferita urgentemente sul Fronte Orientale nell'area di Krivoy Rog, tuttavia alcune suoi membri furono spostati nella 334. Infanterie-Division, nella 361. Infanterie-Division e nella 376. Infanterie-Division. Nel febbraio 1944 venne spostata nell'area di Nikolayev, dove subì pesanti perdite nei combattimenti per Tiraspol e nel maggio 1944 fu nuovamente rinfrescata sul Dnestr; seguirono ulteriori battaglie difensive a nord-ovest di Iasi ed ancora una volta la divisione fu duramente colpita e quasi completamente annientata, la ritirata iniziò sul monte Siistea e sul fiume Bahlui verso la Transilvania. La divisione prese parte a difficili battaglie difensive nell'area di Cluj-Napoca, arrivò poi a nord-est di Oradea e si schierò sul Tibisco. Nel dicembre 1944 iniziò la ritirata in Ungheria per arrivare in Slovacchia. Nel maggio 1945 la divisione fu fatta prigioniera dalle truppe dell'Armata Rossa.

## Ordine di battaglia
76. Infanterie-Division 1939
- Infanterie-Regiment 178
- Infanterie-Regiment 203
- Infanterie-Regiment 230
- Artillerie-Regiment 176
- Pionier-Bataillon 176
- Panzerabwehr-Abteilung 176
- Aufklärungs-Abteilung 176
- Infanterie-Divisions-Nachrichten-Abteilung 176
- Infanterie-Divisions-Nachschubführer 176

76. Infanterie-Division 1944
- Grenadier-Regiment 178
- Grenadier-Regiment 203
- Füsilier-Regiment 230
- Divisions-Füsilier-Bataillon 76
- Artillerie-Regiment 176
- Pionier-Bataillon 176
- Panzerjäger-Abteilung 176
- Infanterie-Divisions-Nachrichten-Abteilung 176
- Kommandeur der Infanterie-Divisions-Nachschubtruppen 176

## Decorazioni
Alcuni soldati della 76. Infanterie-division furono premiati per le loro azioni in guerra:
- Croce Tedesca
  - in oro: 28
- Croce di Cavaliere della croce di ferro: 14
- Distintivo per combattimenti ravvicinati:
  - in bronzo: 2
  - in oro: 1

## Comandanti
- General der Artillerie Maximilian de Angelis (1º settembre 1939 - 26 gennaio 1942)
- Generalleutnant Carl Rodenburg (26 gennaio 1942 - 1º aprile 1943)
- General der Infanterie Erich Abraham (1º aprile 1943 - luglio 1944)
- Generalleutnant Otto-Hermann Brücker (luglio 1944 - agosto 1944)
- General der Infanterie Erich Abraham (agosto 1944 - 17 ottobre 1944)
- Generalleutnant Siegfried von Rekowski (17 ottobre 1944 - 8 febbraio 1945)
- Oberst Wilhelm-Moritz Freiherr von Bissing (8 febbraio 1945 - 14 febbraio 1945)
- Generalmajor Erhard-Heinrich Berner (14 febbraio 1945 - maggio 1945)[1]